# Pedro Rocha Neves
Pedro Rocha Neves, genannt Pedro Rocha, (* 1. Oktober 1994 in Vila Velha) ist ein brasilianischer Fußballspieler. Der Rechtsfuß wird als Sturmspitze oder rechter Flügelstürmer eingesetzt.

## Karriere
Pedro Rocha startete seine Laufbahn bereits im Alter von vier Jahren im Nachwuchsbereich von Atlético Mineiro. Als Vierzehnjähriger wurde er vom FC São Paulo übernommen, konnte sich aber nicht durchsetzen, so dass er zu unterklassigen Klubs kam. 2014 übernahm ihn der Série A Grêmio FBPA zunächst in seine Jugendmannschaft. Hier schaffte er 2015 den Sprung in den Profikader. Sein erstes Spiel als Profi bestritt Pedro Rocha aber bereits vorher. 2013 weilte er im Rahmen eines Leihgeschäftes beim CA Juventus. Dieser setzte den Spieler am 9. Oktober 2013 im Staatspokal von São Paulo im Spiel gegen Associação Ferroviária de Esportes ein.
Bereits in seiner ersten Saison bei Grêmio konnte Pedro Rocha sich als Stammspieler durchsetzen. Insgesamt bestritt er in dem Jahr 44 Spiel in verschiedenen Wettbewerben und erzielte dabei neun Tore. Von den 38 möglichen Série A Spielen bestritt er 34 und traf fünfmal ins Netz. Seinen ersten Treffer errang er in seinem zweiten Spiel für den Klub. In der Staatsmeisterschaft von Rio Grande do Sul traf er am 19. Februar 2015 in der 51. Minute zum 0:2 Entstand gegen den EC Passo Fundo. In der Série lief Pedro Rocha das erste Mal 16. Mai 2015 auf. Er spielte gegen den Coritiba FC bis zur 64. Minute, erzielte aber keinen Treffer. Seinen ersten Ligatreffer für den Klub steuerte am 27. Juni 2015 bereits in der 1. Minute im Spiel gegen den Avaí FC bei. Das erste Spiel auf internationaler Klubebene bestritt der Spieler bei der Copa Libertadores 2016. Im Spiel gegen CA San Lorenzo de Almagro wurde er in der 77. Minute eingewechselt.
Kurz vor Ende der Transferperiode in Europa zum 31. August 2017, wurde Rocha von Spartak Moskau für eine Ablösesumme von 12 Mio. Euro bis Juni 2023 verpflichtet. Sein erstes Spiel in der russischen Premjer-Liga bestritt Pedro Rocha in der Saison 2017/18. Am  9. September 2017, dem neunten Spieltag der Saison, traf sein Klub im Heimspiel auf Rubin Kasan. In dem Spiel wurde er in der 88. Minute für Luiz Adriano eingewechselt. Seinen ersten Ligatreffer erzielte der Spieler auch in der Saison. Drei Spieltage nach seinem ersten Einsatz, am 30. September 2017, traf er in der 51. Minute zum 2:0-Entstand. Im September gab Rocha auch sein Debüt auf europäischer Klubebene. In der UEFA Champions League 2017/18 traf Spartak am 26. in der Gruppe E auf den FC Liverpool. Rocha wurde in der 93. Minute für Alexander Samedow eingewechselt.
Anfang April gab Cruzeiro EC bekannt Rocha bis Jahresende von Spartak ausgeliehen zu haben. 2019 bestritt Rocha mit dem Klub 31 Spiele (23 Spiele in der Série A 2019 / zwei Tore, sechs Spiele im Copa do Brasil 2019 / zwei Tore und zwei in der Staatsmeisterschaft von Minas Gerais / kein Tor). Am Ende der Saison und der Leihe kehrte Rocha nicht zu Spartak zurück. Im Rahmen eines weiteren Leihgeschäftes ging Rocha für 2020 zum Meister Flamengo Rio de Janeiro. Mit Flamengo konnte er verschiedene nationale Titel gewinnen, allerdings musste Rocha den Klub im Dezember 2020 nach dem Ende des Leihgeschäftes wieder verlassen. Somit konnte er nicht bis zum Ende der Série A 2020, welche Flamengo gewann, bleiben. Ursprünglich hätte er dieses erleben können. Das ursprüngliche Saisonende war für den 6. Dezember festgelegt worden, wurde aber aufgrund der COVID-19-Pandemie in den Februar 2021 verschoben.
Nach seiner Rückkehr spielte er weiterhin keine Rolle in den Planungen für den Profikader und wurde in die zweite Mannschaft des Klubs versetzt. Mit dieser trat er bis Saisonende 2020/21 noch in 15 Spielen an, in denen er vier Tore erzielte. Im August 2021 kehrte Rocha dann wieder auf Basis eines Leihgeschäftes nach Brasilien zurück. Er kam zum Série A Klub Athletico Paranaense. Die Leihe wurde befristet bis Juli 2022 und enthielt eine Kaufoption. Am 20. November 2021 gewann Rocha mit dem Klub die Copa Sudamericana 2021.
Im August wurde der Wechsel des Spielers zum Fortaleza EC bekannt. Der Vertrag erhielt eine Laufzeit bis Ende 2023, mit der Option auf die Verlängerung um ein Jahr. Im April 2023 gewann Rocha mit dem Klub die Staatsmeisterschaft von Ceará. Während der Austragung der Série A 2024 wurde er an den Criciúma EC ausgeliehen. Zum Start in die Saison 2025 wechselte Pedro Rocha zum Clube do Remo.

## Erfolge
Grêmio
- Copa do Brasil: 2016

Cruzeiro
- Staatsmeisterschaft von Minas Gerais: 2019

Flamengo
- Supercopa do Brasil: 2020
- Taça Guanabara: 2020
- Recopa Sudamericana: 2020
- Staatsmeisterschaft von Rio de Janeiro: 2020

Athletico Paranaense
- Copa Sudamericana: 2021

Fortaleza
- Staatsmeisterschaft von Ceará: 2023
- Copa do Nordeste: 2024